# آرتورو دی کوردوا
آرتورو دی کوردوا (اسپانیایی: Arturo de Córdova‎؛ ۸ مه ۱۹۰۸ – ۳ نوامبر ۱۹۷۳) یک هنرپیشه اهل مکزیک بود.
از فیلم‌هایی که وی در آن نقش داشته است، می‌توان به زنگ‌ها برای که به صدا در می‌آیند، سه همسر بی‌نقص و گناه اشاره کرد.
وی همچنین برندهٔ جوایزی همچون جایزه آریل شده است.